# Military.com
Military.com是美國一个向军人、退伍军人及其家属提供福利新闻以及資訊的网站。该网站成立于1999年，自2004年以来一直是Monster Worldwide的一部分。據該網站表示，大约有1000万人曾在该网站上注册過。

## 外部鏈接
- Military.com 官方網站 （页面存档备份，存于）